# 三头薹草
三头苔草（学名：Carex tricephala）是莎草科苔草属的植物。分布于泰国、越南、缅甸、印度尼西亚、柬埔寨、老挝以及中国大陆的云南省等地，生长于海拔700米至1,060米的地区，多生于林中，目前尚未由人工引种栽培。